# Liptena infima
Liptena infima är en fjärilsart som beskrevs av Grose-smith 1890. Liptena infima ingår i släktet Liptena och familjen juvelvingar. Inga underarter finns listade i Catalogue of Life.